# Jonas Gregaard Wilsly
Jonas Gregaard Wilsly (né le 30 juillet 1996 à Herlev) est un coureur cycliste danois, membre de l'équipe Lotto Dstny.

## Carrière
En mars 2023, après plusieurs échappées au cours de Paris-Nice, il termine premier au classement du Meilleur grimpeur devant Tadej Pogačar.

## Palmarès
- 2011
  - 3e du championnat du Danemark du contre-la-montre cadets
- 2013
  - 3ea étape du Sint-Martinusprijs Kontich (contre-la-montre par équipes)
  - 2e de Liège-La Gleize
  - 3e du Tour du Pays de Vaud
- 2014
  -  Champion du Danemark sur route juniors
  - 2e de la Ster van Zuid-Limburg
  - 2e du Trofeo Emilio Paganessi
- 2015
  -  Champion du Danemark sur route espoirs
- 2016
  - Himmerland Rundt
  - 2e du Grand Prix Herning
- 2017
  - Classement général du Kreiz Breizh Elites
  - 3e du Tour of Malopolska
- 2018
  - 4e étape du Tour de l'Avenir (contre-la-montre par équipes)
  - 3e du Tour de la Vallée d'Aoste

## Résultats sur les grands tours

### Tour de France
1 participation
- 2023 : 43e

### Tour d'Italie
1 participation
- 2020 : 53e

### Tour d'Espagne
1 participation
- 2024 : 77e

## Classements mondiaux
| Année                                 | 2016 | 2017 | 2018  | 2019  | 2020 | 2021 | 2022 | 2023 | 2024  |
| ------------------------------------- | ---- | ---- | ----- | ----- | ---- | ---- | ---- | ---- | ----- |
| Classement mondial                    | 864e | 598e | 1286e | 1123e | 946e | 710e | 374e | 630e | 2203e |
| UCI Europe Tour                       | 556e | 354e | 797e  | 794e  | 741e | 556e | 301e | nc   | nc    |
|                                       |      |      |       |       |      |      |      |      |       |
| Légende : nc = non classéSource : UCI |      |      |       |       |      |      |      |      |       |